# Lyons (hamlet, New York)
Lyons település az Amerikai Egyesült Államok New York államában, Wayne megyében, melynek megyeszékhelye is. Lakosainak száma 3989 fő (2020. április 1.).

## Népesség
A település népességének változása:

| 2010 | 3 619 |
| 2020 | 3 989 |